# Iazurile
Iazurile (antiguamente Calica) es una localidad rumana de la comuna de Valea Nucarilor, en el condado de Tulcea.

## Toponimia
El antiguo nombre del lugar puede encontrarse escrito con grafías como Calica.  Pasó a llamarse Iazurile.

## Historia
Hacia comienzos del siglo XX, la localidad, que ya por entonces pertenecía al condado de Tulcea, formaba parte de la comuna de Sari-Ghiol y tenía contabilizada una población, formada por rumanos, búlgaros, rusos, lipovanos y judíos, de 882 habitantes.
En la segunda mitad del siglo XX la localidad había pasado a formar parte de la comuna de Valea Nucarilor. En el censo de 2021 la localidad tenía una población de 677 habitantes.